# Aramazd
Aramazd era la principal divinidad del panteón precristiano de Armenia. Llamado por los armenios de la época el «Arquitecto del Universo, Creador del Cielo y de la Tierra», era considerado el padre de todos los dioses y diosas, creador del universo.  También era considerado la fuente de la Fertilidad de la tierra, dios de la cosecha y de las frutas, y el festival en su homenaje, llamado de Amanor, era celebrado el día del Año Nuevo en el antiguo calendario armenio.
Aramazd era una divinidad sincrética, una combinación de la figura legendaria autóctona armenia Ara y el Ahura Mazda iránico. Durante el periodo helenístico, Aramazd pasó a ser comparado al Zeus griego .
Uno de los principales templos de Aramazd se localizaba en Ani (actual Kamakh, en Turquía), un centro administrativo y cultural de la antigua Armenia. El templo fue destruido a finales del siglo III, después de la adopción del cristianismo como la religión estatal del país.